# Łuków Śląski (przystanek kolejowy)
Łuków Śląski – przystanek kolejowy we wsi Łuków Śląski w powiecie rybnickim, województwo śląskie. Trasa z przystanku w stronę Rydułtów prowadzi przez tunel kolejowy w Rydułtowach.

## Ruch pasażerski
| Rok  | Wymiana pasażerska na dobę |
| ---- | -------------------------- |
| 2017 | 20-49                      |
| 2022 | 20-49                      |